# Léo Gilson Ribeiro
Léo Gilson Marcondes Ribeiro ou simplesmente Léo Gilson Ribeiro (Varginha, 26 de janeiro de 1928 — São Paulo, 11 de janeiro de 2007) foi um jornalista, escritor, dramaturgo, tradutor e crítico literário brasileiro com obras e reportagens premiadas nacionalmente, como destaque o Prêmio Jabuti de 1968, na categoria "Crítica e/ou Noticiário Literário", e o Prêmio Esso de reportagem do ano de 1969.

## Biografia
Nascido no interior de Minas Gerais, em Varginha, Léo Gilson Ribeiro era oriundo de famílias paulistas abastadas do município de Pindamonhangaba que lhe forneceram um capital cultural muito jovem quando retornou com a família para o interior de São Paulo. Assim, desde os cinco anos de idade, ele ouvia o seu pai, Seraphim Barbosa Ribeiro, recitar-lhe os versos de William Shakespeare, enquanto que ele aprendia música com sua avó, Mariana Marcondes, que havia sido discípula do maestro Carlos Gomes.
Após terminar o curso clássico do ensino secundário, aos 18 anos, saiu do Brasil para estudar no exterior, onde cursou seus estudos universitários inicialmente nos Estados Unidos da América, tendo concluído um Master of Arts (M.A.) pela Universidade da Califórnia, além de ter iniciado uma carreira como funcionário da multinacional Olivetti, onde chegou a ser um alto executivo da multinacional italiana.
Posteriormente, entre os anos de 1953-1958, ele se mudou para a Europa, precisamente em terras alemãs, onde irá fazer investigações na área de literatura comparada nas Universidades de Universidade de Heidelberg, onde atuou como lektor em literatura brasileira, e Universidade de Hamburgo.
Em 1958, foi na então Alemanha Ocidental que Léo Gilson Ribeiro defendeu uma tese de doutoramento na Universidade de Hamburgo com o título "Die Saudade als Form des Pantheismus, veranschaulicht am Werke von Teixeira de Pascoais" que abordou a obra do escritor português Teixeira de Pascoaes.
Em 1960, após desistir da carreira como executivo de multinacional e tendo concluído sua formação acadêmica, ele retornou ao Brasil onde ingressou profissionalmente no jornalismo, iniciando sua carreira no extinto Diário de Notícias e no Correio da Manhã, situados no Rio de Janeiro.
Após a publicação de seu primeiro livro em 1964, chamado de "Crônicas do Absurdo", o jornalista Mino Carta o convidou para integrar a redação do Jornal da Tarde, onde atuou como repórter especial e crítico literário. Foi nesse jornal que ele, em 1968, conquistou o Prêmio Jabuti por seus textos sobre "Crítica e/ou Noticiário Literário", e em 1969, conquistou o Prêmio Esso de Jornalismo, pela matéria chamada "A Noite dos Balões", que contava a história trágica de um casal de idosos assassinados por menores infratores.
Além de jornalista, Léo Gilson era também dramaturgo, tendo escrito em 1966 a peça teatral "A balada de Manhattan: Uma elegia contemporânea" que, abordando o problema da violência nas cidades e a situação das parcelas marginalizadas de sua população, em 1971, possibilitou-lhe conquistar o Prêmio Governador do Estado. Esta peça teve em uma de suas montagens a presença de um elenco composto por Benê Silva, Cacilda Becker, Raul Cortez e Walmor Chagas, e um tradutor de obras de Tennessee Williams ("Margem da vida") e Steven Berkoff.
Em 1976, ele conquistou o Prêmio de Melhor Crítico Jornalístico/Literário do Brasil pela Editora Nórdica.
Dezessete anos depois, no início dos anos 1980, ele foi novamente convidado por Mino Carta para escrever textos na revista Veja.
Em 1988, ele conquistou o Prêmio de melhor ensaio da Associação Paulista de Críticos de Arte (APCA) por sua obra ensaística "O Continente Submerso" sobre a literatura latinoamericana.
Progressista em termos sociopolíticos e econômicos, mas crítico da homofobia presente em alguns dirigentes de agremiações da esquerda política de seu tempo, durante o seu período produtivo em jornais e revistas, Léo Gilson Ribeiro foi um dos pioneiros em seu trabalho de divulgação da literatura negra escrita no Brasil (com destaque para Carolina Maria de Jesus, Lima Barreto e Paulo Colina), na América do Sul (Léon-Gontran Damas e Aimé Césaire), nos Estados Unidos da América (Richard Wright, James Baldwin, Charles Wright, Ralph Ellison e Toni Morrison) e na África (Léopold Senghor, Castro Soromenho, Wole Soyinka, José Luandino Vieira, Uanhenga Xitu e Chinua Achebe, dentre outros).
Entre 1997 a 2007, Léo Gilson foi colunista da revista mensal Caros Amigos.
Em 11 de janeiro de 2007, ele morreu em São Paulo, onde se encontra enterrado no Cemitério São Paulo.

## Principais obras
As principais obras de Léo Gilson Ribeiro são:
- 1961 - publicou em inglês na revista estadunidense The Kenyon Review o texto Brazil: Between Dogpatch and Yoknapatawpha (artigo acadêmico);
- 1964 - publicou Crônicas do Absurdo (ensaio);
- 1966 - escreveu A balada de Manhattan: Uma elegia contemporânea (peça teatral);[8]
- 1988 - publicou O Continente Submerso (ensaio);
- 1990 - publicou na coletânea "Ensaios", organizada pela 3ª edição dos Seminários de Literatura Brasileira da Bienal Nestlé de Literatura Brasileira, ocorridas em 1986 na cidade de São Paulo, o texto Negro na literatura brasileira (capítulo de livro);[10]
- 1998 - organizou e publicou a antologia Os Melhores Poemas de Carlos Nejar.

## Prêmios
- Prêmio Jabuti (1968);
- Prêmio Esso de Jornalismo (1969);
- Prêmio Governador do Estado de Teatro (1971);
- Prêmio de Melhor Crítico da Editora Nórdica (1976);
- Prêmio de Melhor Ensaio da APCA (1988).